# Erpis macularis
Erpis macularis är en fjärilsart som beskrevs av Walker 1863. Erpis macularis ingår i släktet Erpis och familjen Crambidae. Inga underarter finns listade i Catalogue of Life.